# USS Palau (CVE-122)
«Палау» (англ. USS Palau (CVE-122)) — ескортний авіаносець США часів Другої світової війни типу «Комменсмент Бей».

## Історія створення
Авіаносець «Палау» був закладений 19 лютого 1945 року на верфі «Todd Pacific Shipyards» у Такомі. Спущений на воду 6 серпня 1945 року, вступив у стрій 15 січня 1946 року.

## Історія служби
Після вступу у стрій у 1945 році «Палау» ніс службу у складі Атлантичного флоту як протичовновий авіаносець. 15 червня 1954 року корабель був виведений у резерв.
7 травня 1959 року авіаносець був перекласифікований в авіатранспорт AKV-22.
1 квітня 1960 року корабель був виключений зі списків флоту та проданий на злам.